# یواس‌آرسی کومودور بری (۱۸۱۲)
یواس‌آرسی کومودور بری (۱۸۱۲) (به انگلیسی: USRC Commodore Barry (1812)) یک کشتی است.